# Louis de Catuelan
Louis Marie Joseph Espivent de La Villesboisnet de Catuelan, né le 30 mars 1924 à Paris et mort le 31 mars 2003 à Saint-Malo (Ille-et-Vilaine), est un homme politique français.

## Biographie
Louis Espivent de La Villesboisnet de Catuelan est le fils de Joseph Espivent de La Villesboisnet de Catuelan, exploitant agricole, et de Marguerite de Gargan.
Il suit ses études à l'École Sainte-Thérèse à Avon et à l'École préparatoire de la Marine marchande à Paimpol, intègre la marine marchande, avant de reprendre une exploitation agricole à Adainville, près de la forêt de Rambouillet. Il devient membre du bureau de la Fédération des syndicats d'exploitants agricoles de l'Île-de-France, du bureau de la chambre interdépartementale d'agriculture d'Île-de-France et de la Chambre régionale d'agriculture, et dirige le syndicat intercommunal des eaux de la forêt de Rambouillet.
Maire d'Adainville de 1965 à 1995 et conseiller régional d'Île-de-France de 1976 à 1985, il est vice-président de la commission de l'aménagement rural, de l'agriculture et des espaces verts à l'assemblée régionale.
En 1985, il est devient sénateur des Yvelines, en remplacement de Jacques Toutain. Il siège à la Chambre haute jusqu'en 1995. 
Membre du Conseil national des transports en 1989 et 1990, il se fait l'avocat du transport fluvial. Il est le rapporteur du projet de loi sur l'établissement public Voies navigables de France en 1991, ainsi que celui sur l'exploitation commerciale des voies navigables en 1994.
Il défend également la préservation du patrimoine maritime, créant et coprésident (avec Jean-Yves Le Drian) la Fondation nationale pour le patrimoine culturel maritime et fluvial en 1992, et présidant la mission d'information sénatoriale sur la pollution du littoral et les conditions de sécurité du transport maritime.
Il s'inquiète par ailleurs des différents problèmes environnementaux (la protection de la forêt, la catastrophe de la centrale nucléaire de Tchernobyl, la pollution de l'air, l'élimination des déchets, les dégradations provoquées par les véhicules tout terrain sur les voiries communales et rurales, etc.).
Membre de la commission pour l'aménagement du territoire en 1993, il porte son intérêt en particulier à l'aménagement rural et est préoccupé par le dépeuplement des campagnes, défendant ainsi en 1987 la nécessité de réaliser de nouveaux équilibres de zones rurales et d'y maintenir les services publics.
En 1995, il constitue une liste sénatoriale dissidente avec le député des Yvelines Christine Boutin, sans succès, marquant ainsi la fin de sa carrière politique.
Il est l'oncle d'Alain de Catuelan.

## Détail des fonctions et des mandats
Mandats locaux
- 1963 - 1965 : Conseiller municipal d'Adainville
- 1965 - 1971 : Maire d'Adainville
- 1971 - 1977 : Maire d'Adainville
- 1977 - 1983 : Maire d'Adainville
- 1983 - 1989 : Maire d'Adainville
- 1989 - 1995 : Maire d'Adainville
- 1976 - 1985 : Conseiller régional d'Île-de-France

Mandats parlementaires
- 2 septembre 1985 - 28 septembre 1986 : Sénateur des Yvelines
- 28 septembre 1986 - 1er octobre 1995 : Sénateur des Yvelines